# 捷尔诺波尔医科大学

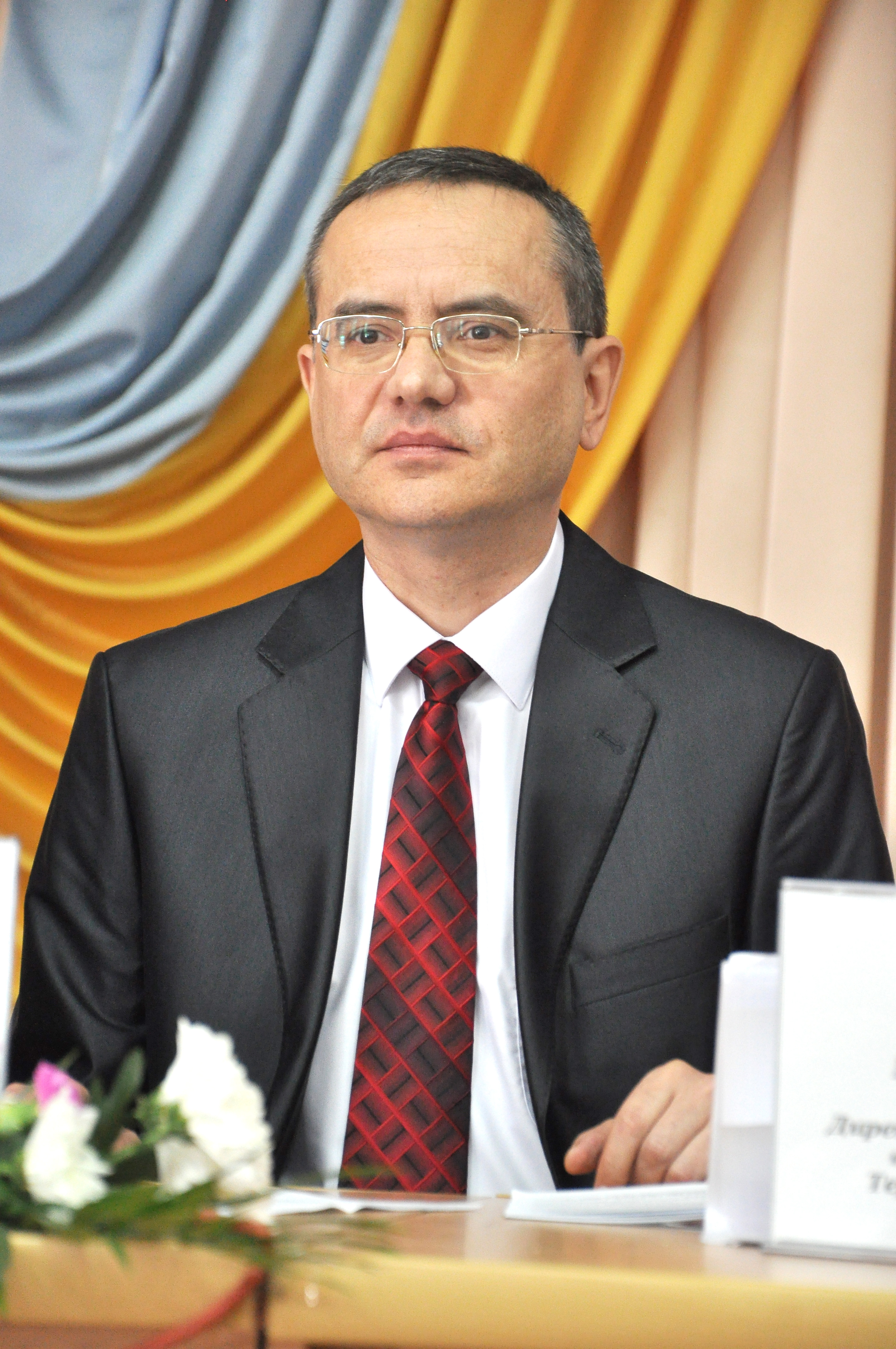
校长米哈伊洛·科爾達

伊萬·霍爾巴切夫斯基捷尔诺波尔國家医科大学（烏克蘭語：Тернопільський державний медичний університет імені І. Я. Горбачевського，羅馬化：Ternopilskyi derzhavnyi medychnyi universytet imeni I. Ya. Horbachevskoho），或按乌克兰语名译特诺皮尔国立医科大学，是位于乌克兰捷尔诺波尔的高等教育机构。现任校长為米哈伊洛·科爾達。

## 历史
捷尔诺波尔医科大学成立于1957年4月12日，起初是作为一所医学研究所存在的。1992年7月1日，该研究所以伊萬·霍爾巴切夫斯基的名字命名。1997年12月30日。研究院成为了国家医学院。经过2004年11月17日的重组后，最终成为了捷尔诺波尔医科大学。医学研究所的第一任所长是彼得羅·奧希，而副校長為阿爾森·馬爾蒂紐克。乌克兰的管理部门将两栋建筑物的所有权转让给研究所，用作学术研究、实验室以及宿舍。
这所研究所一直稳步发展，最大的改变发生在1991年乌克兰独立后，学院开始靠近欧洲教育体系。1994年，该研究所获得了四级教育机构认证（即乌克兰境内的大学认证）。1995年，增加了护理专业。

## 排名和声誉
乌克兰卫生部一直将捷尔诺波尔医科大学列为全国最好的医学院之一。

## 合作
与来自世界20多个国家的69个外国医疗和教育机构建立了合作关系。

### 中国
捷尔诺波尔医科大学与中国沧州医学高等专科学校签署了合作协议。

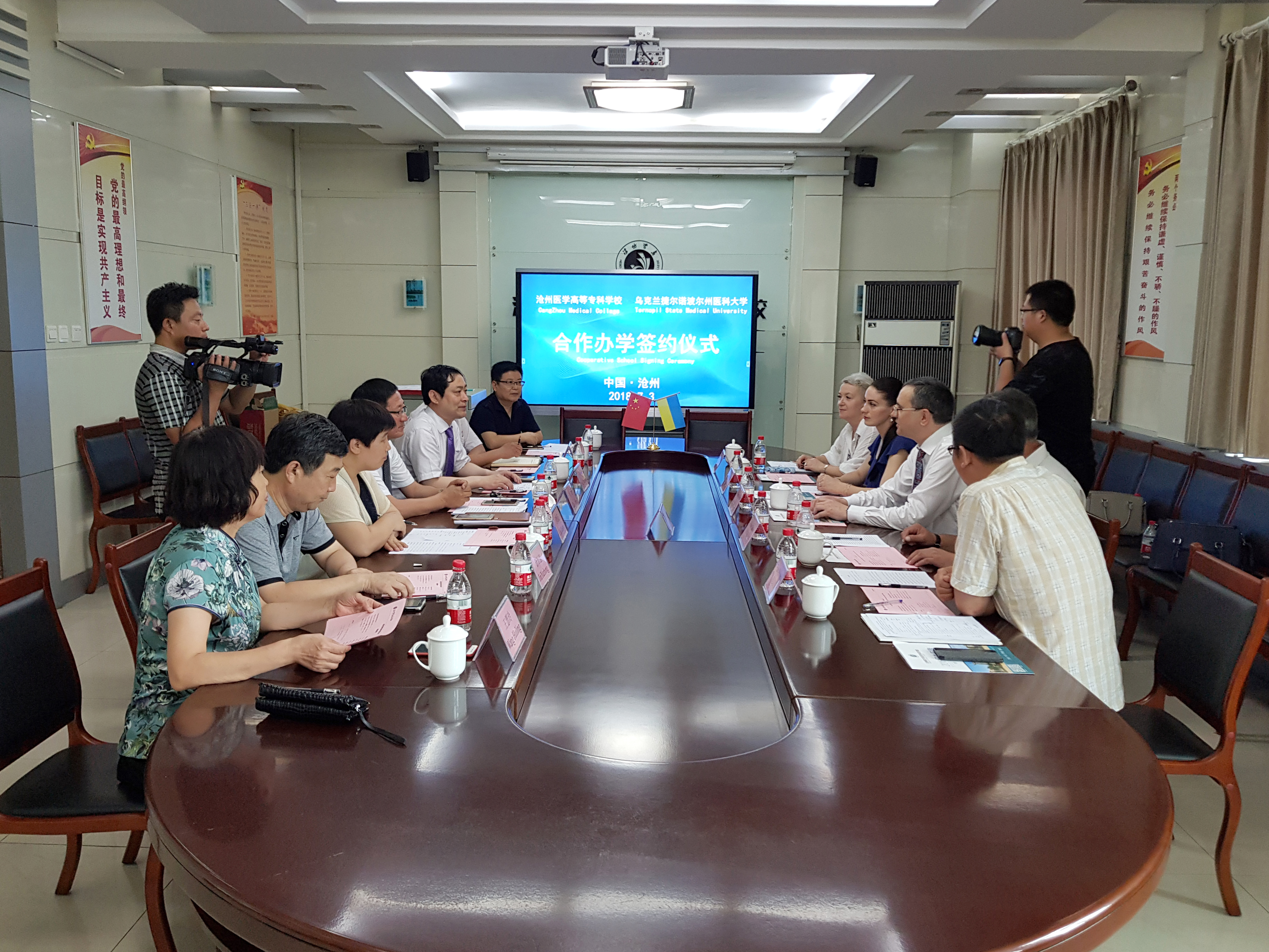
会谈
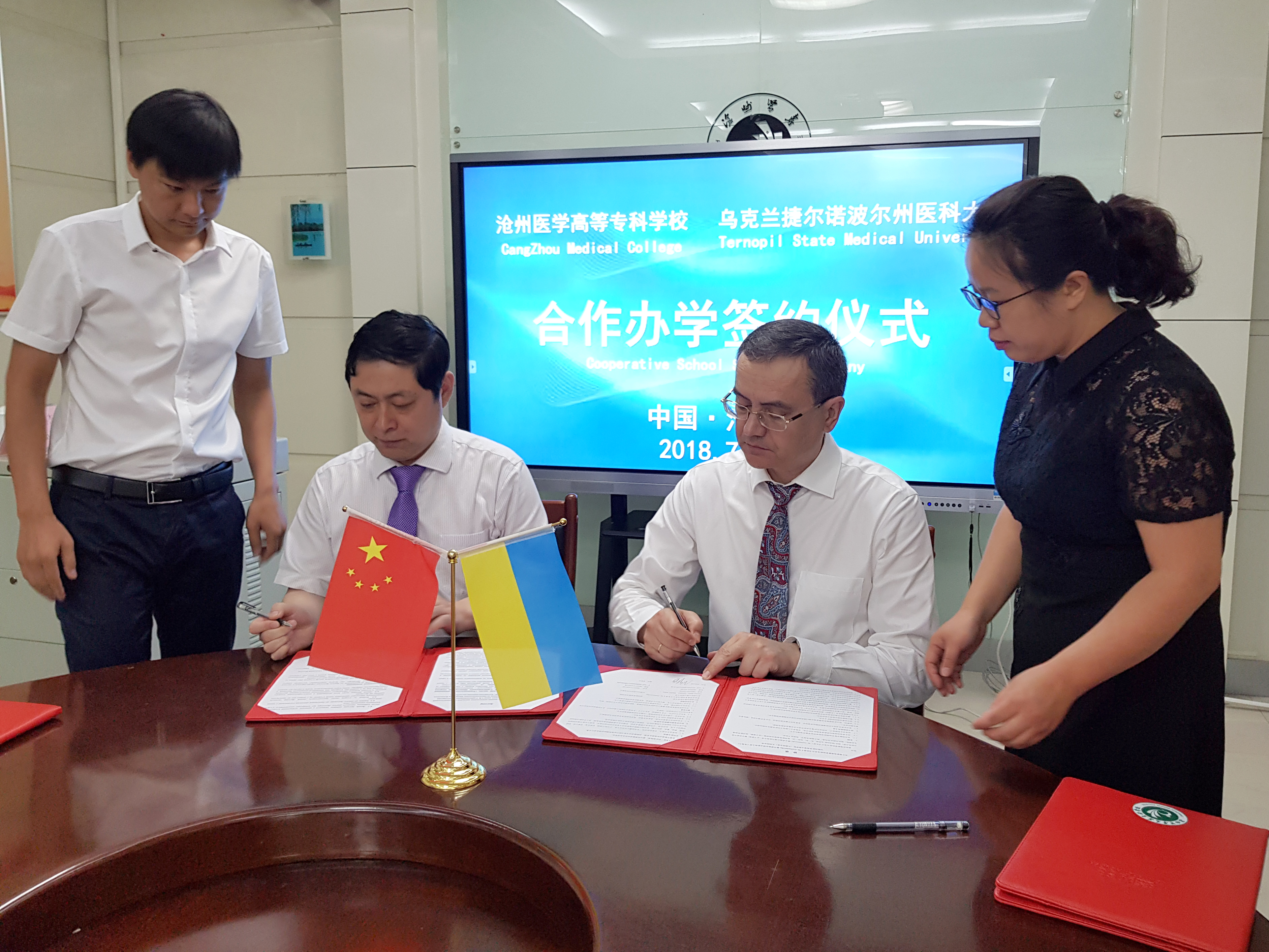
签署协议
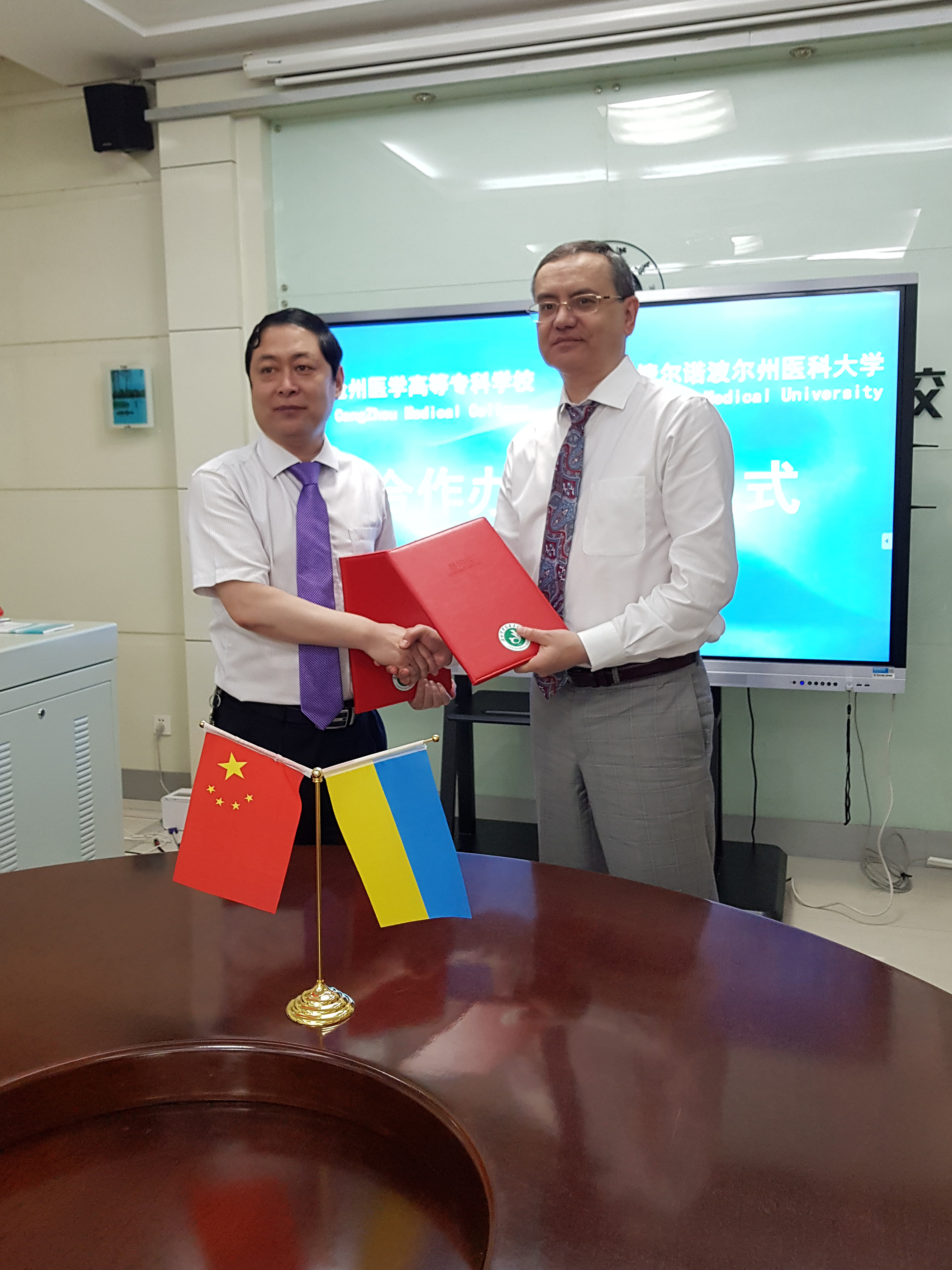
签署协议
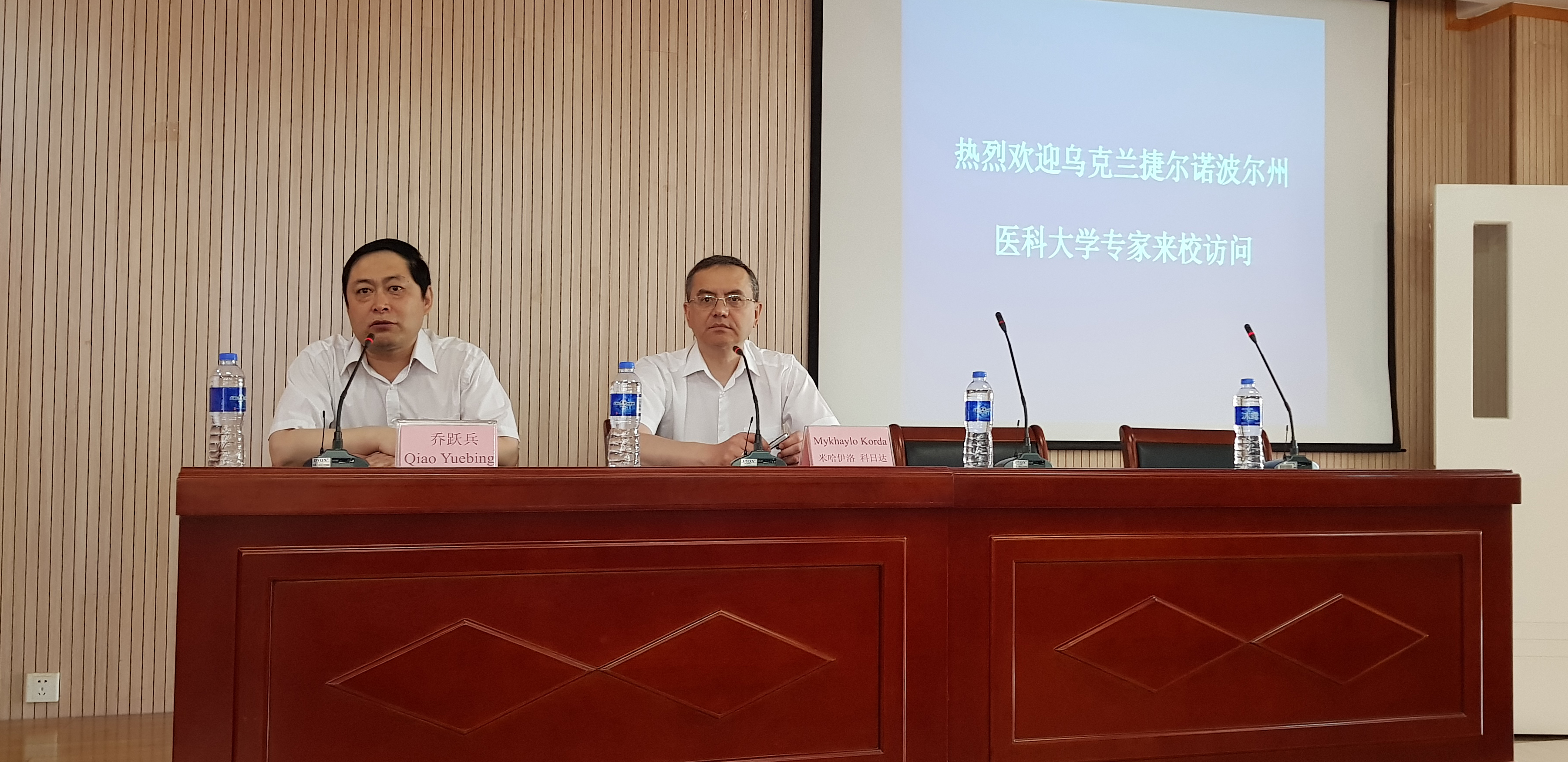
演讲
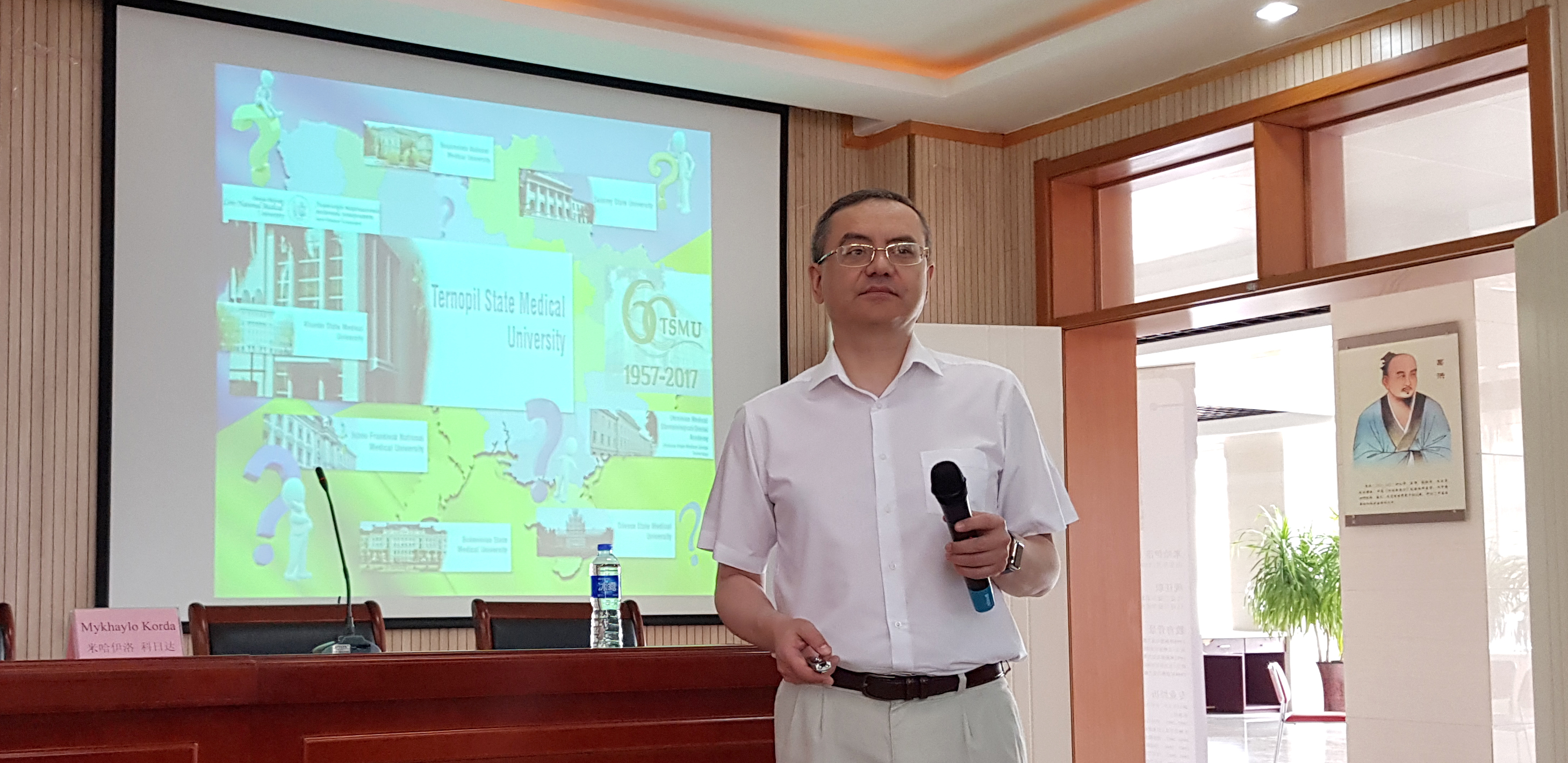
演讲
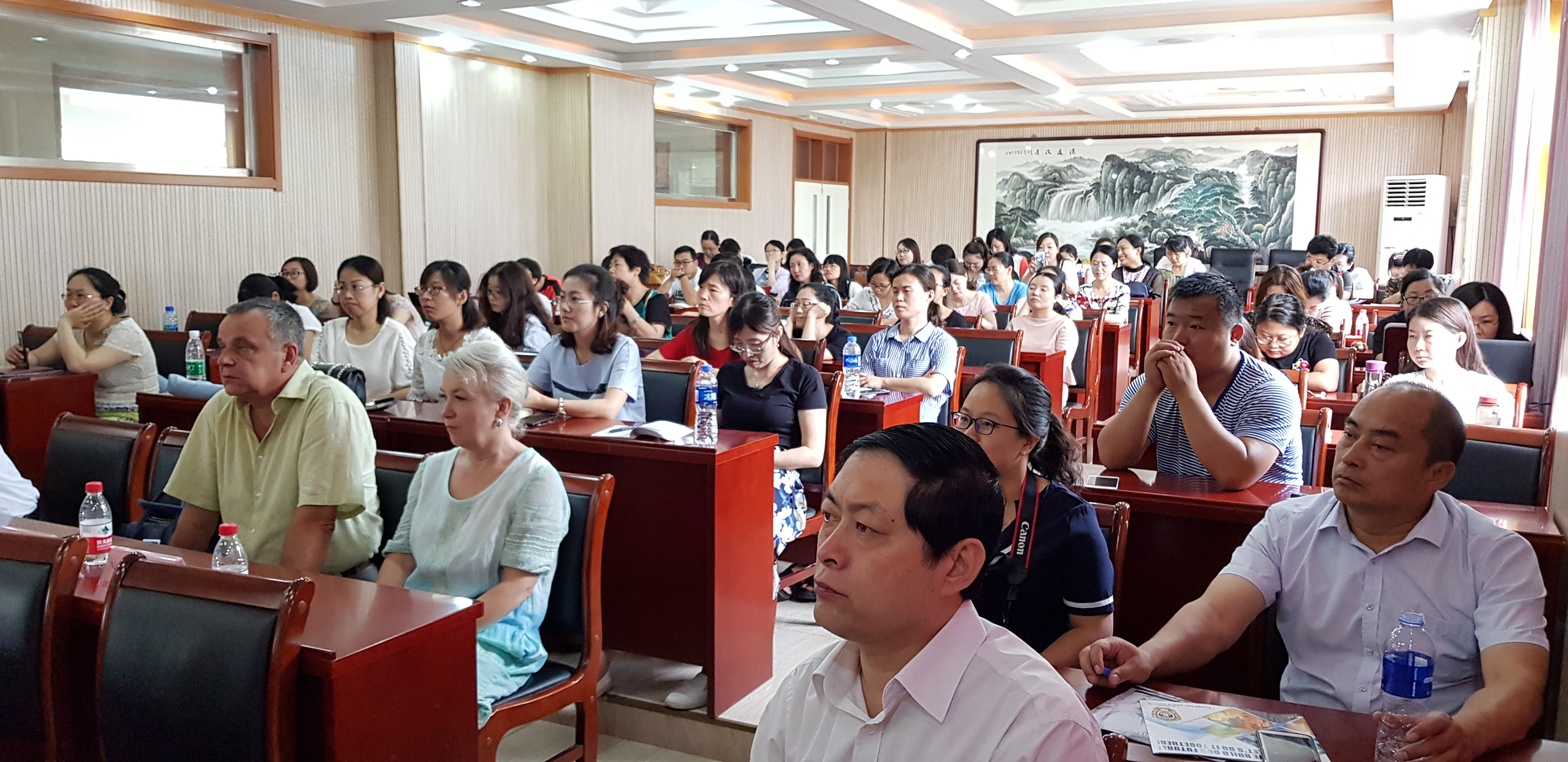
演讲
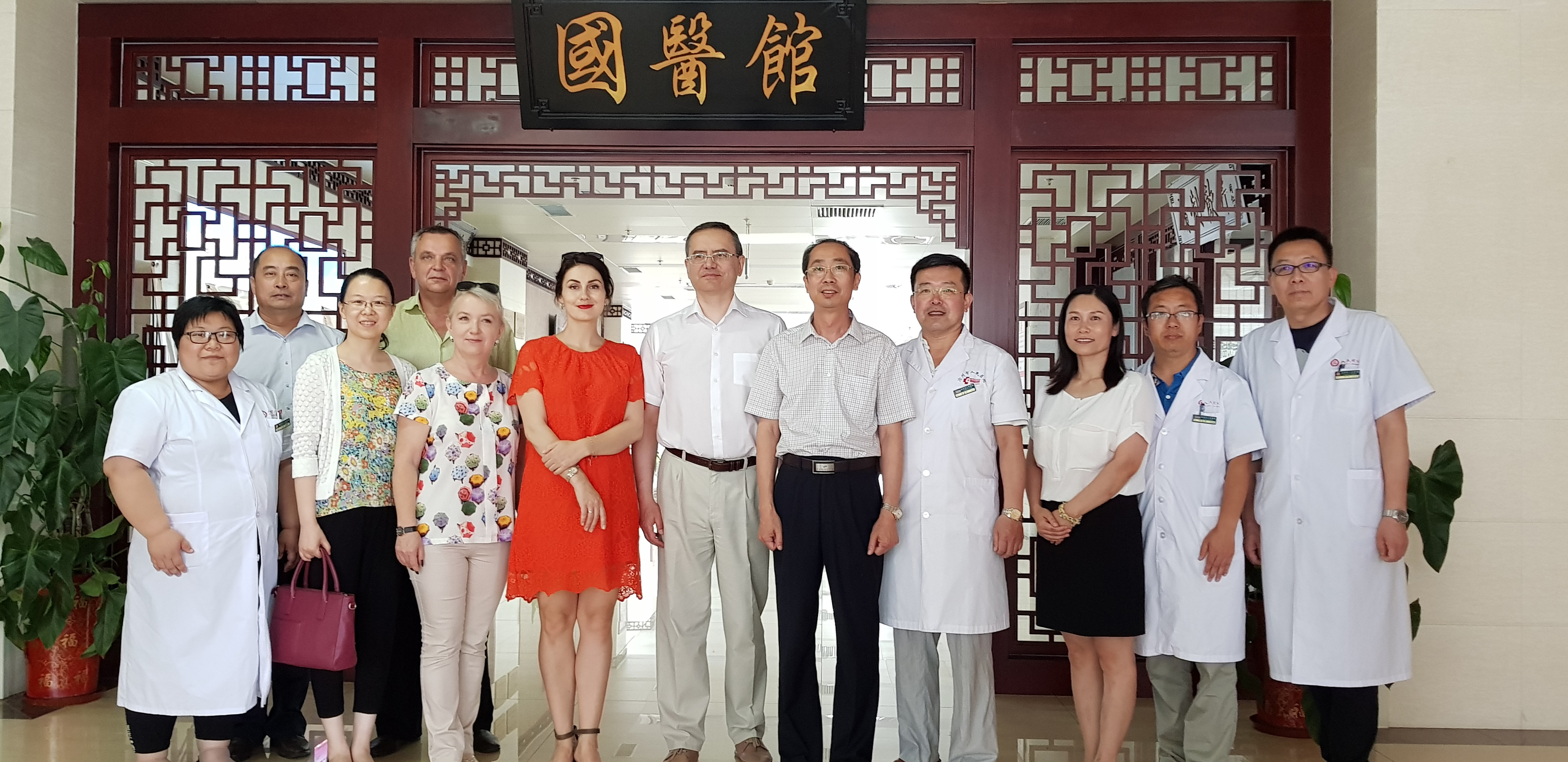
共享照片
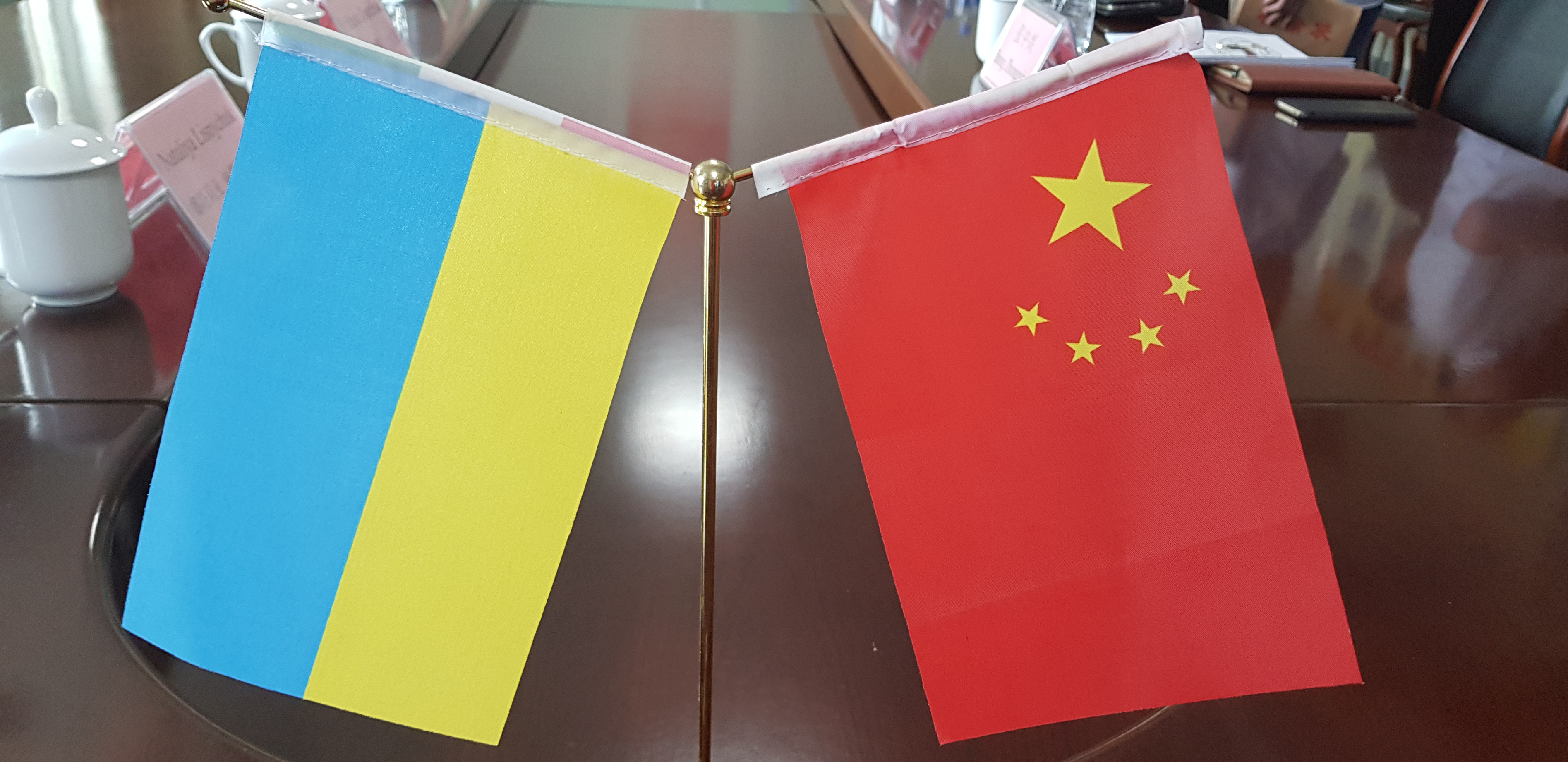
乌克兰和中国的旗帜

## 照片

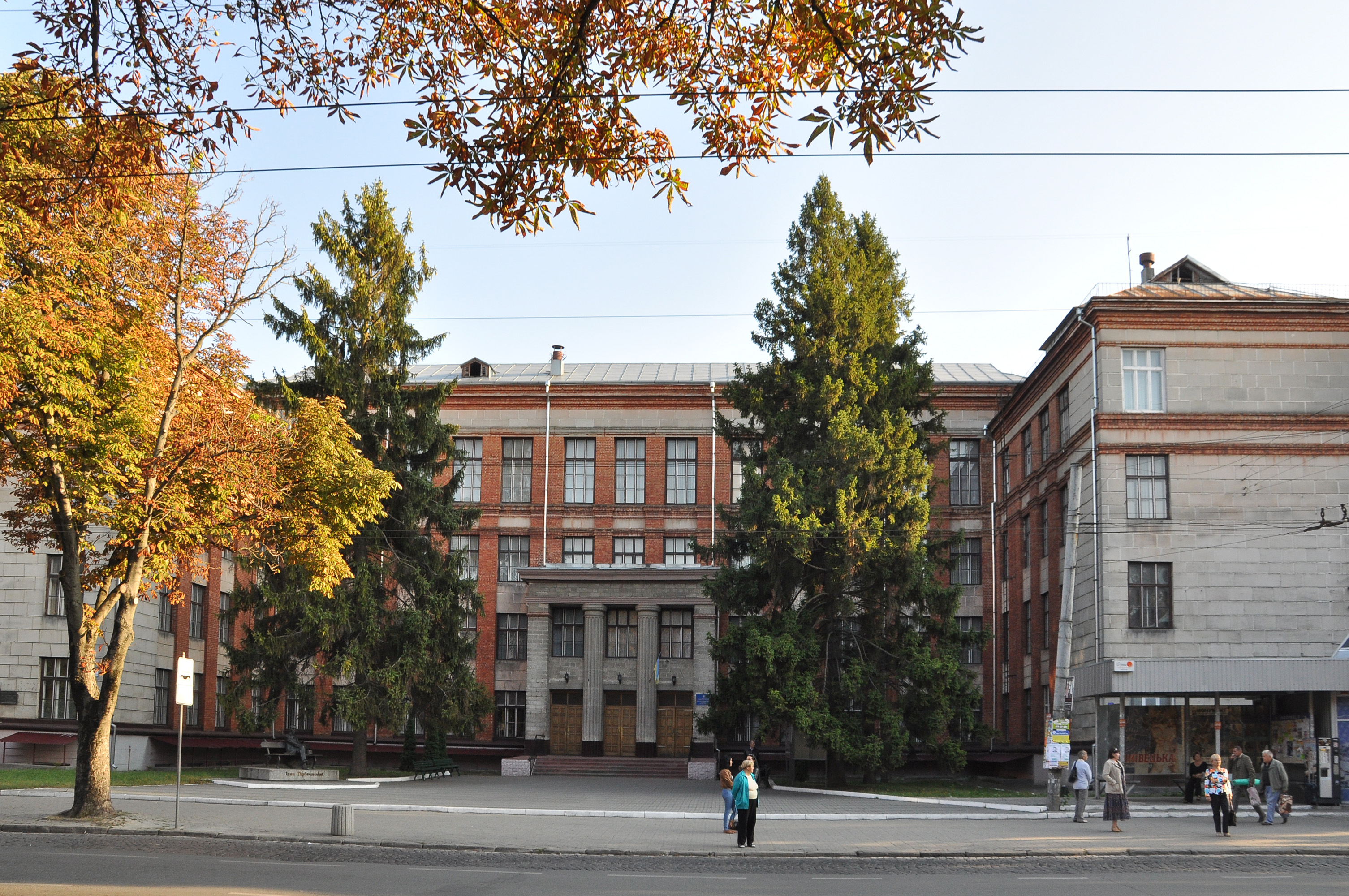
形态学大学
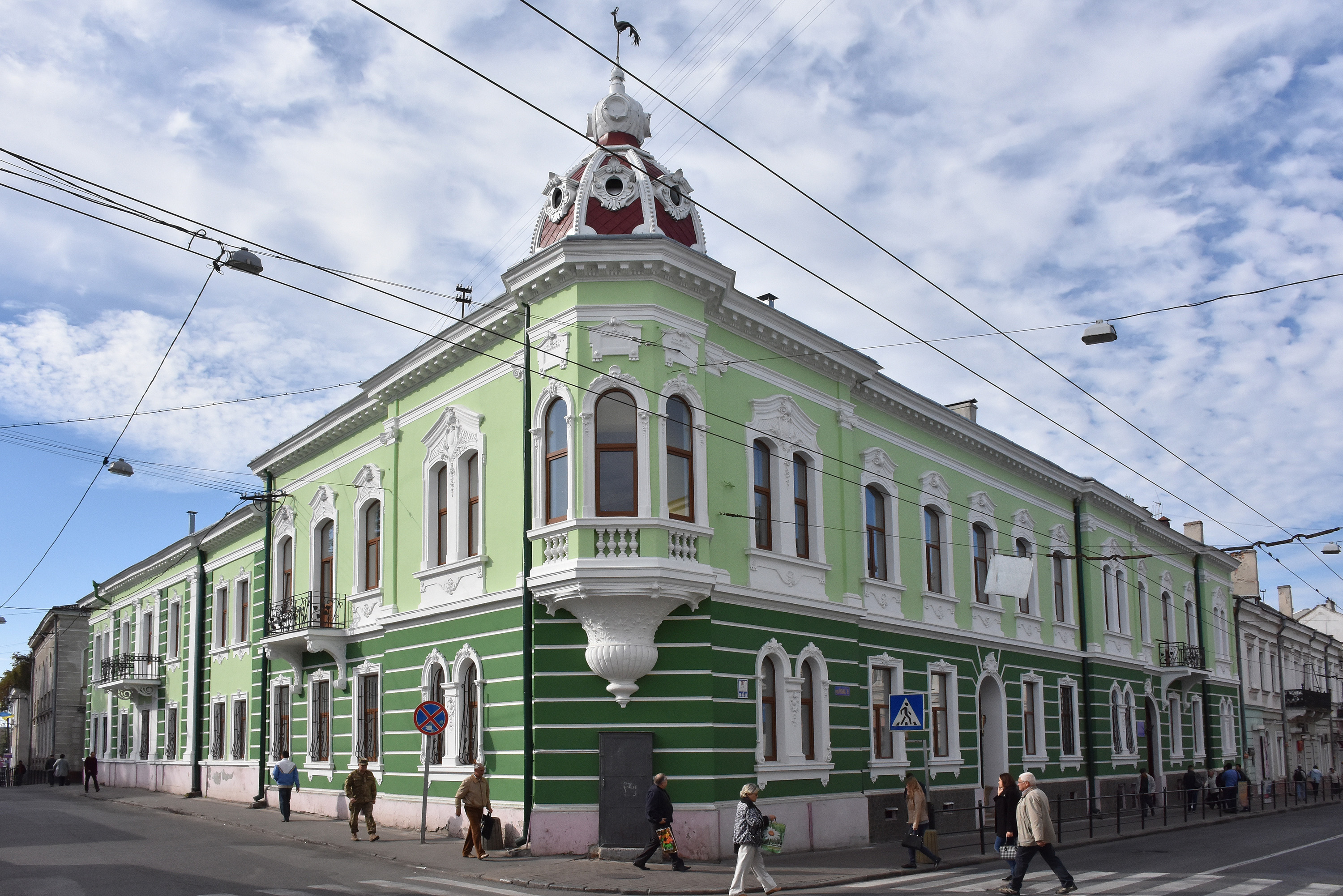
制药学院
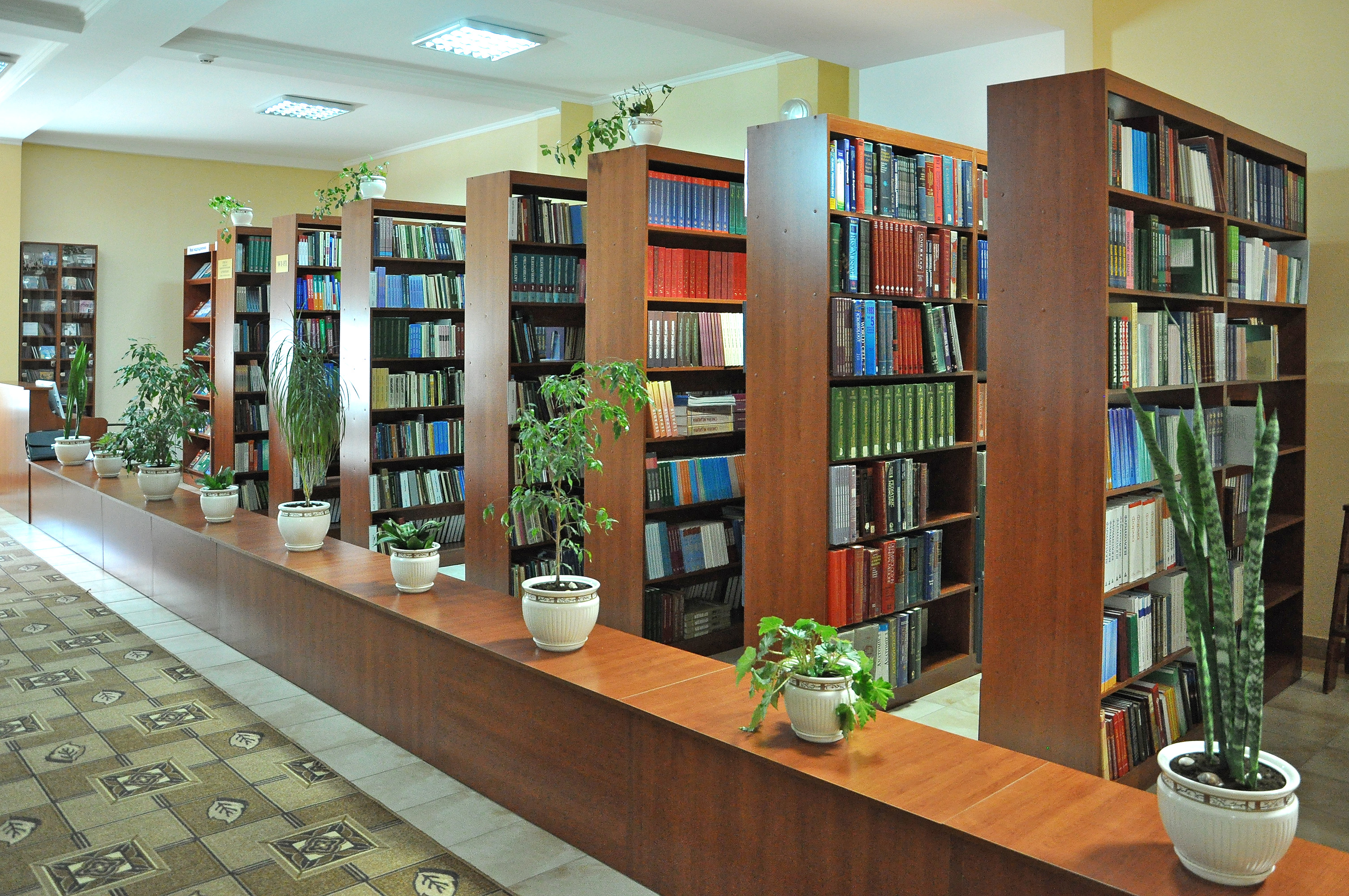
图书馆
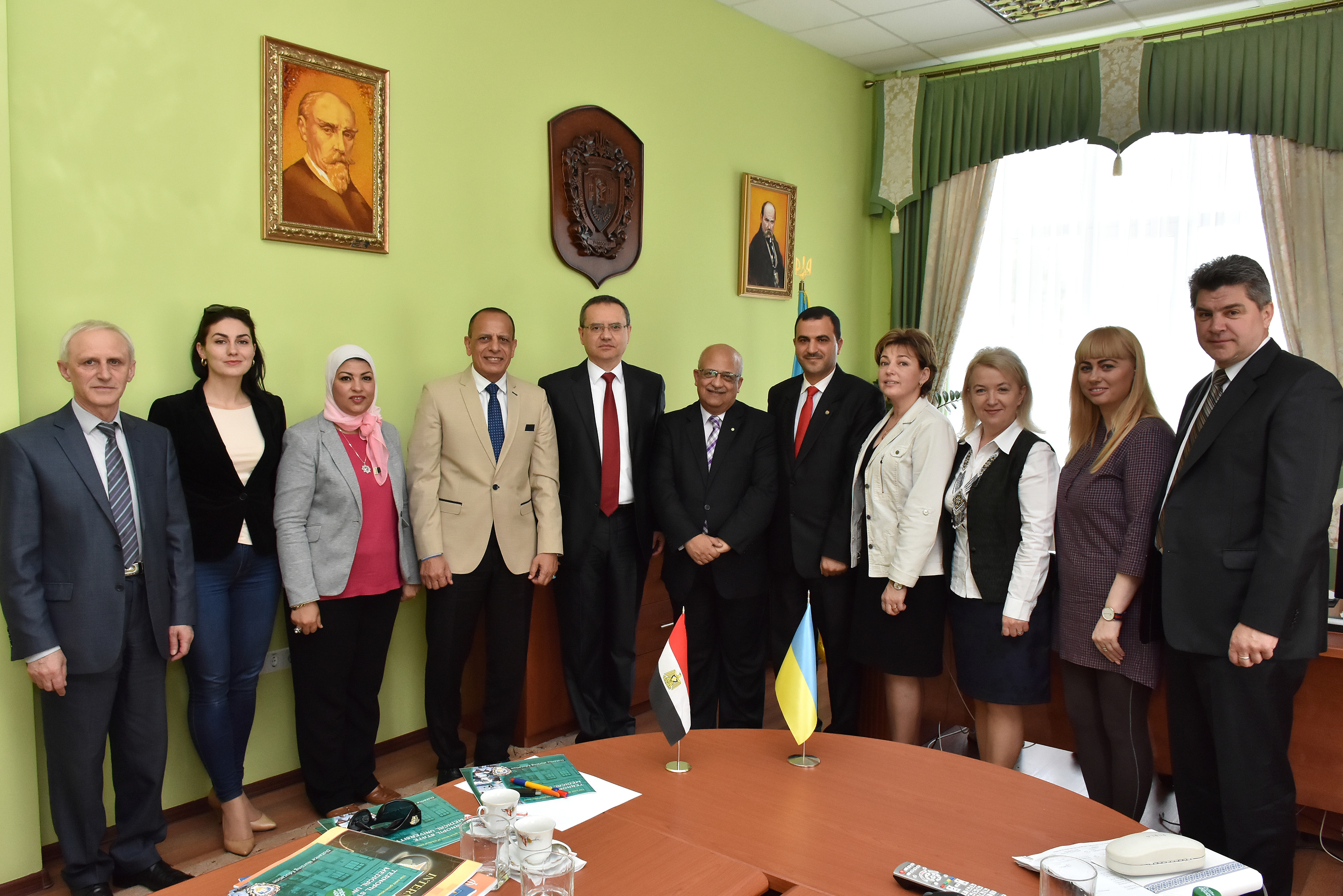
埃及大学代表团
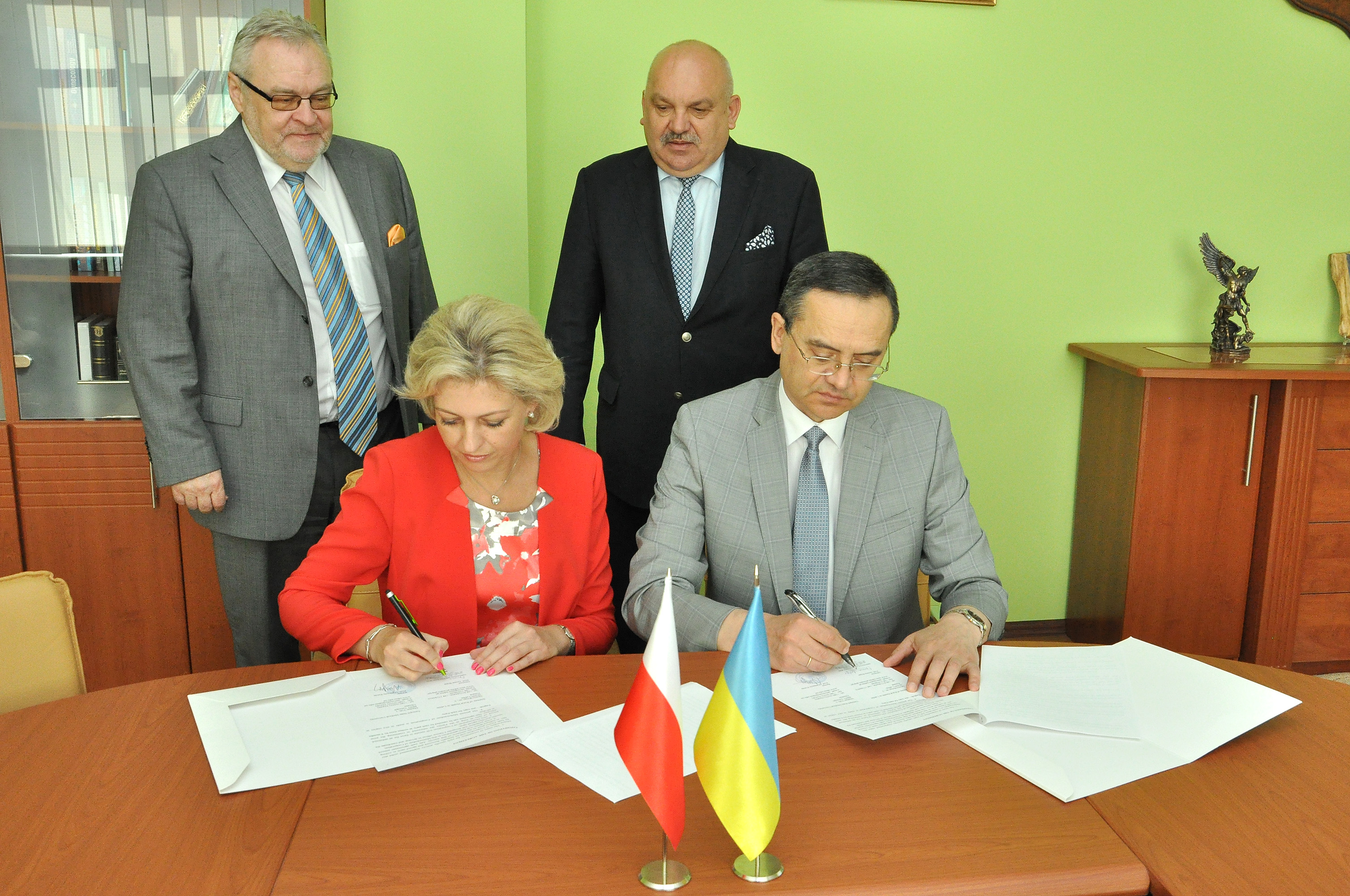
签署协议
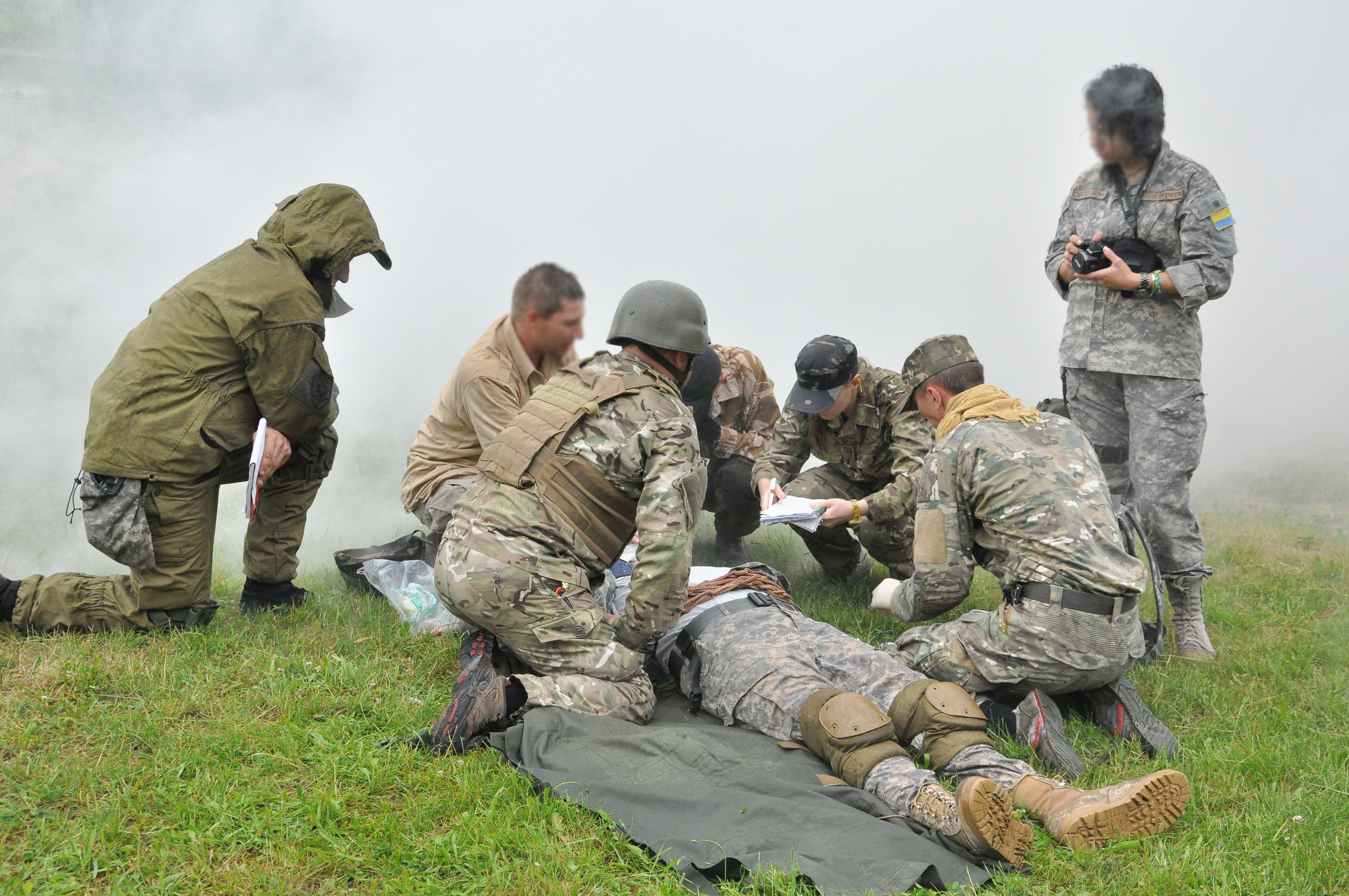
军医培训
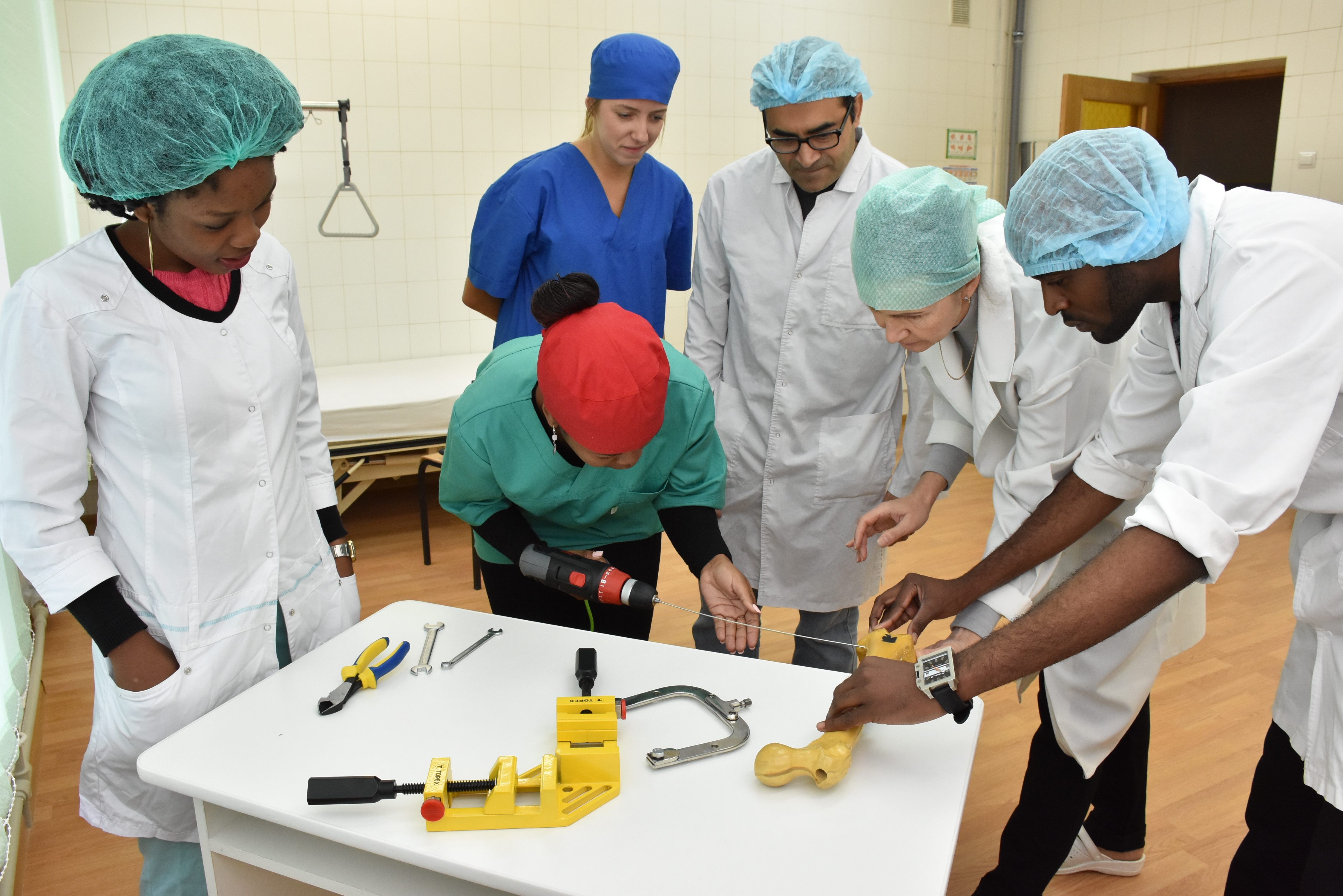
模拟培训中心
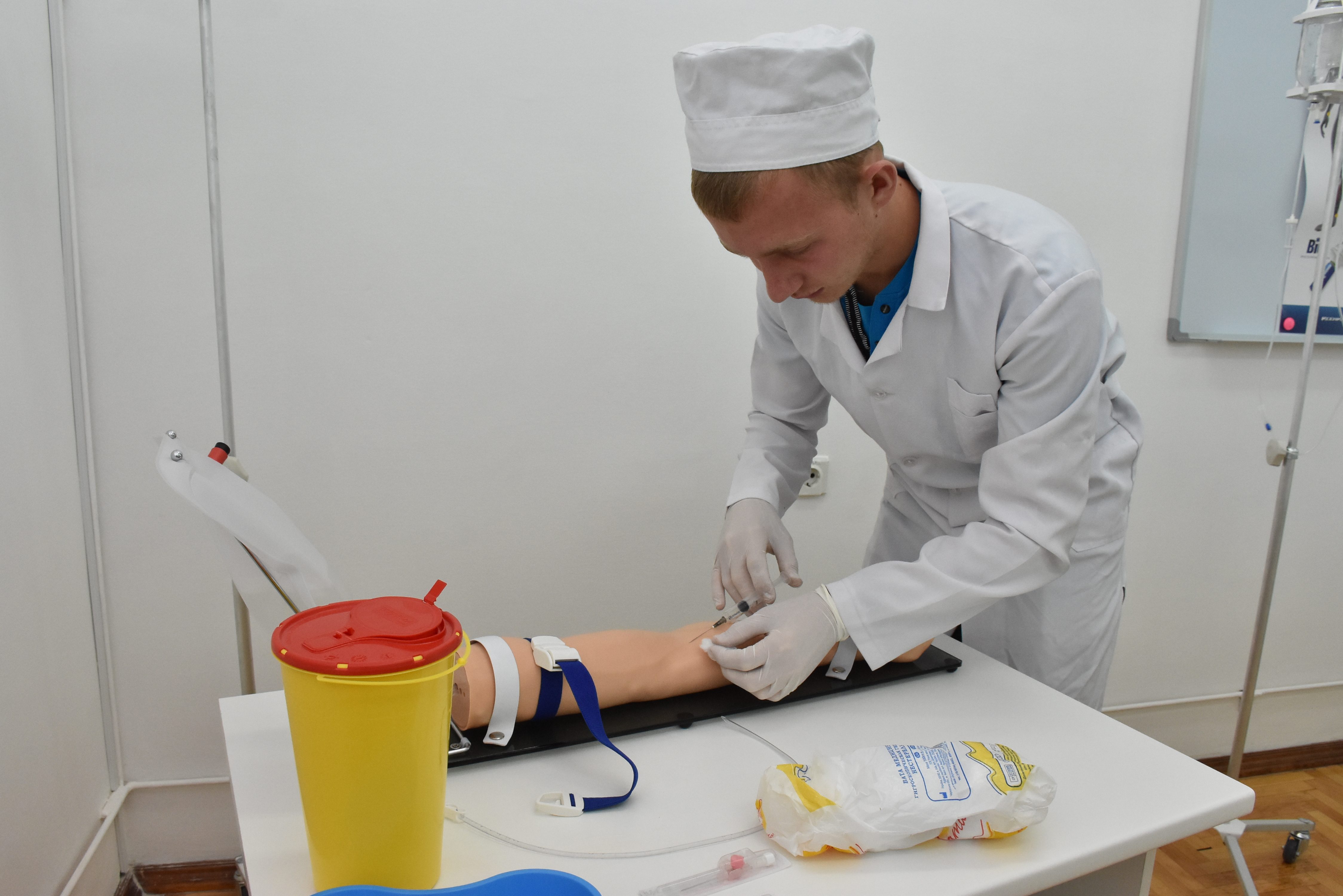
模拟培训中心
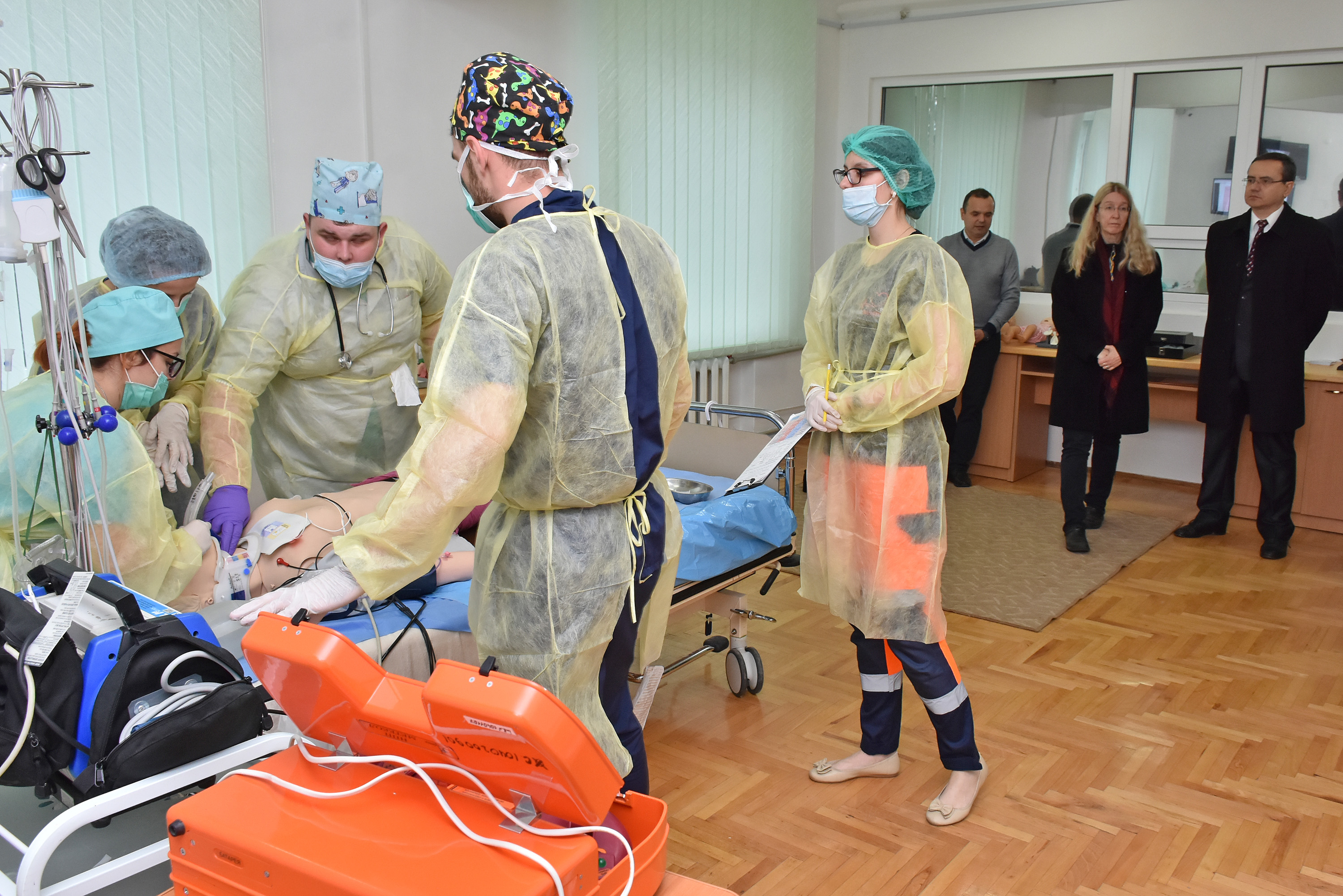
模拟培训中心 - 乌克兰卫生部长Ulana Suprun访问
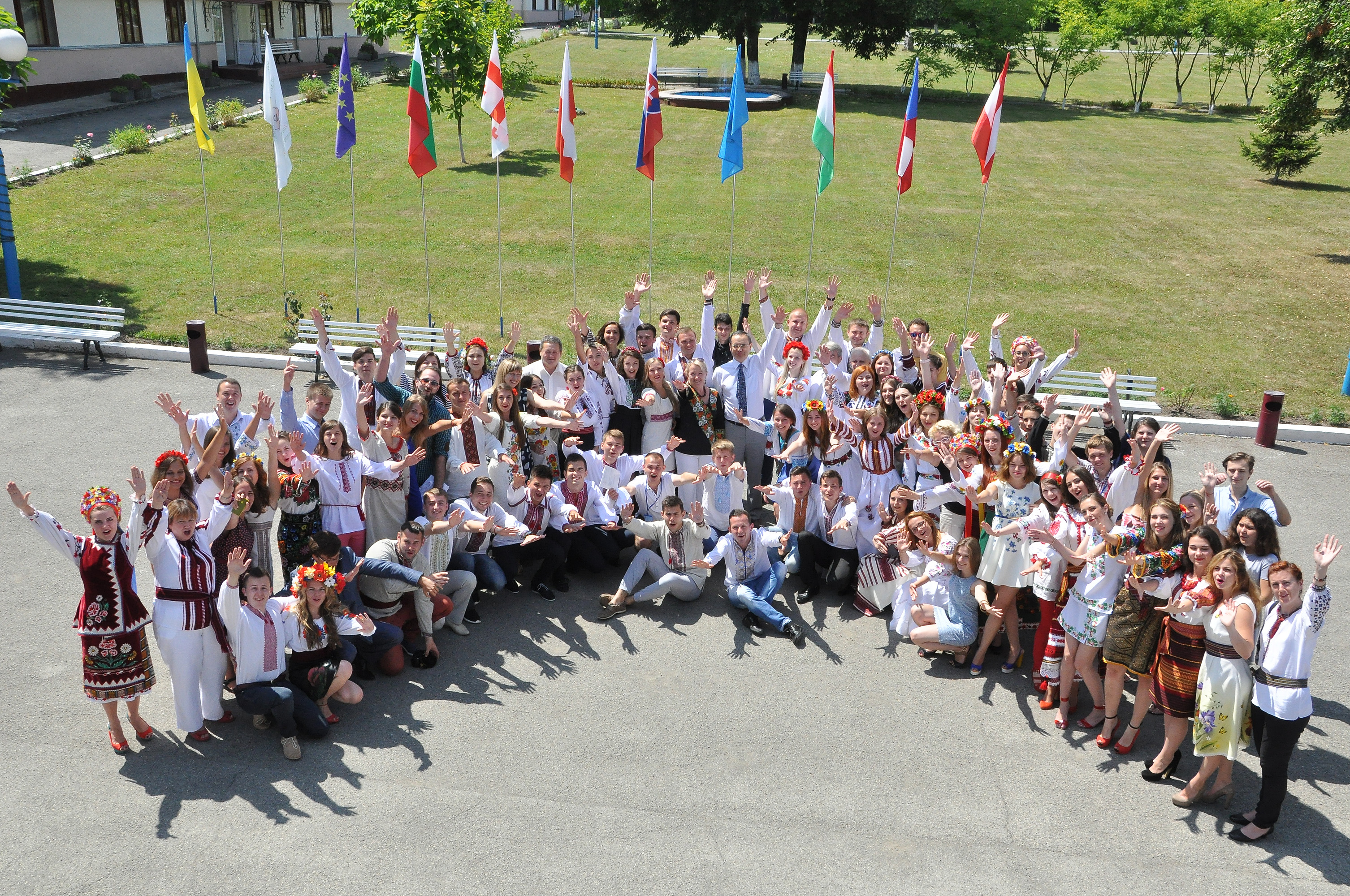
国际暑期学生学校
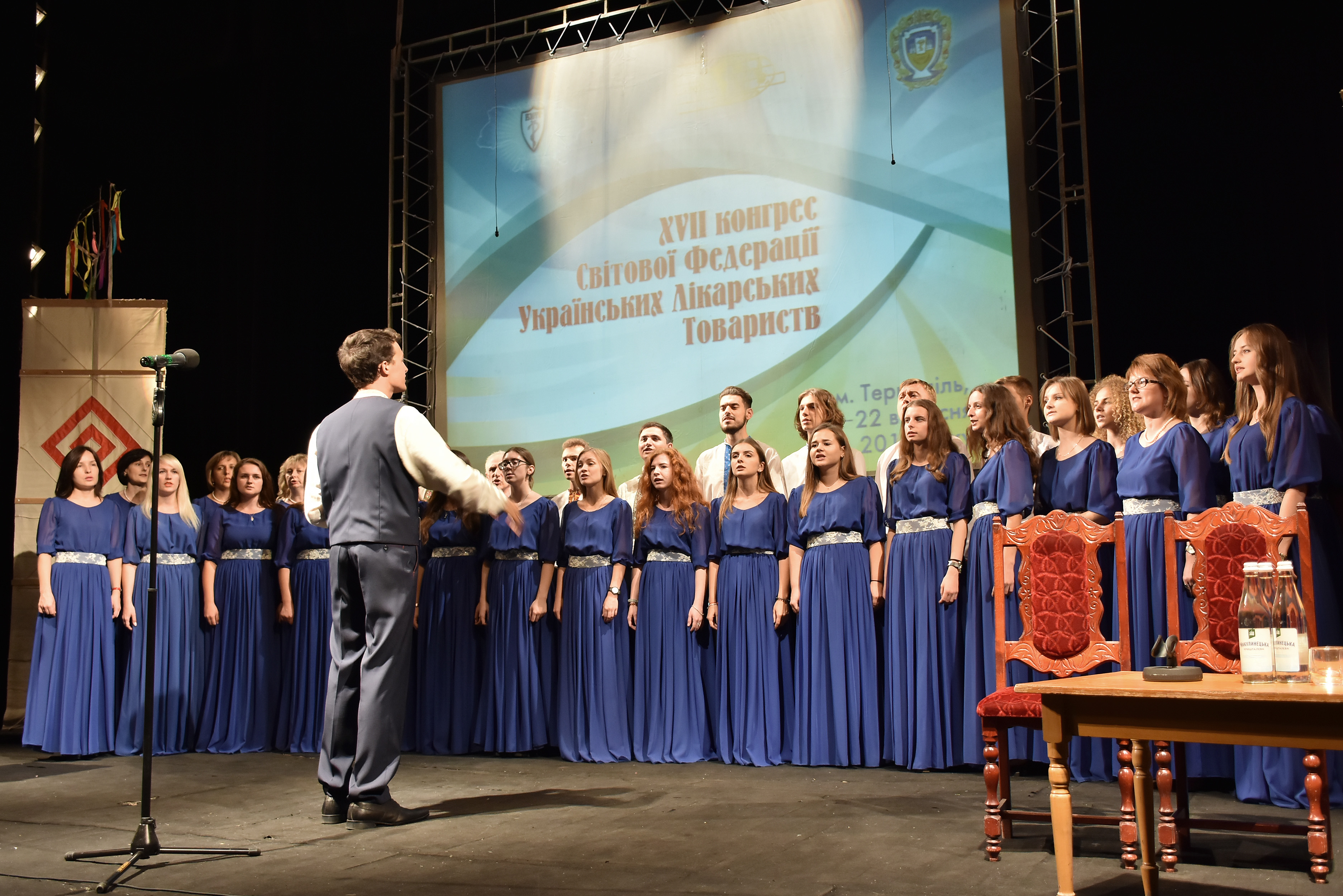
合唱
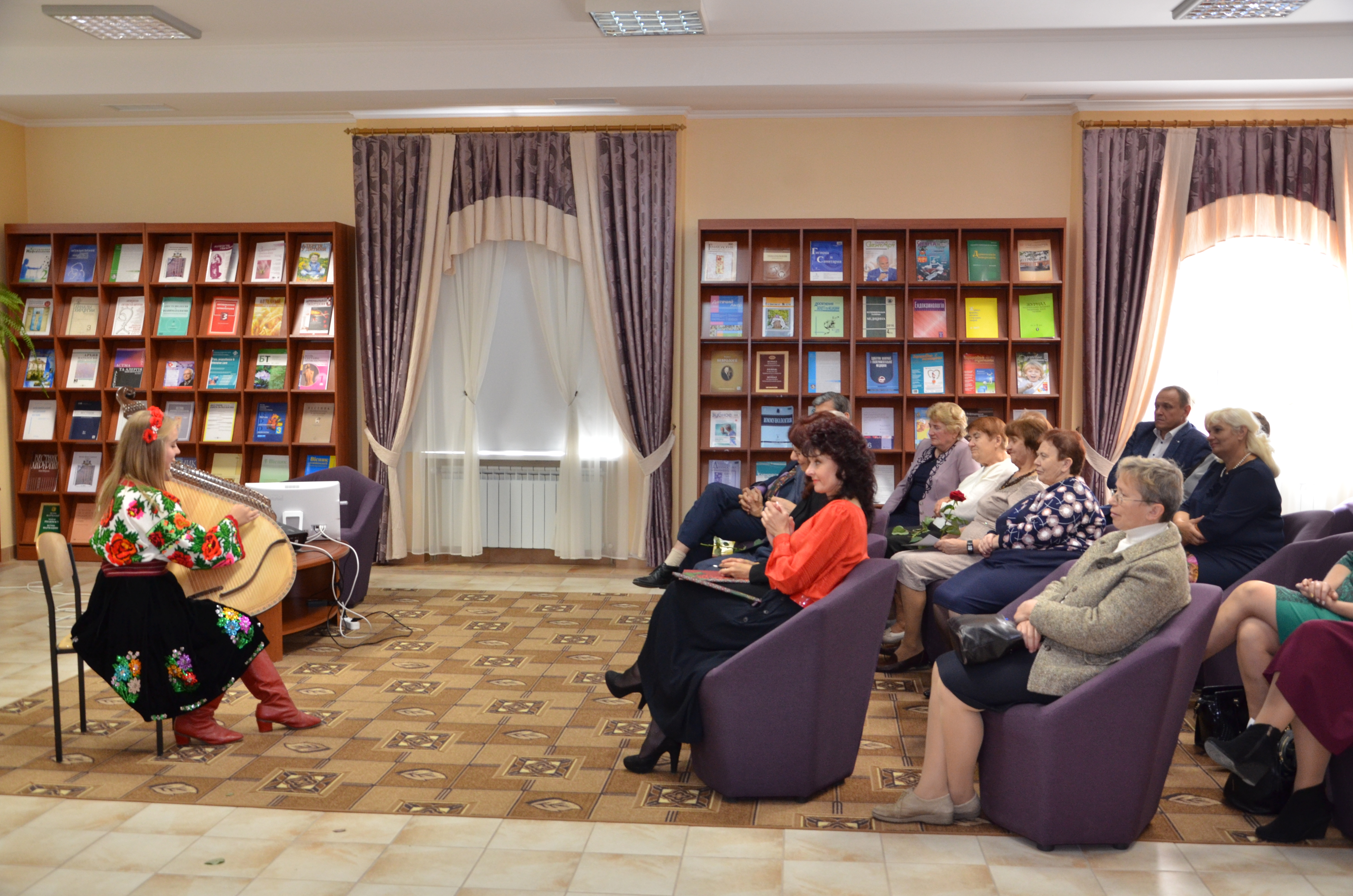
图书馆
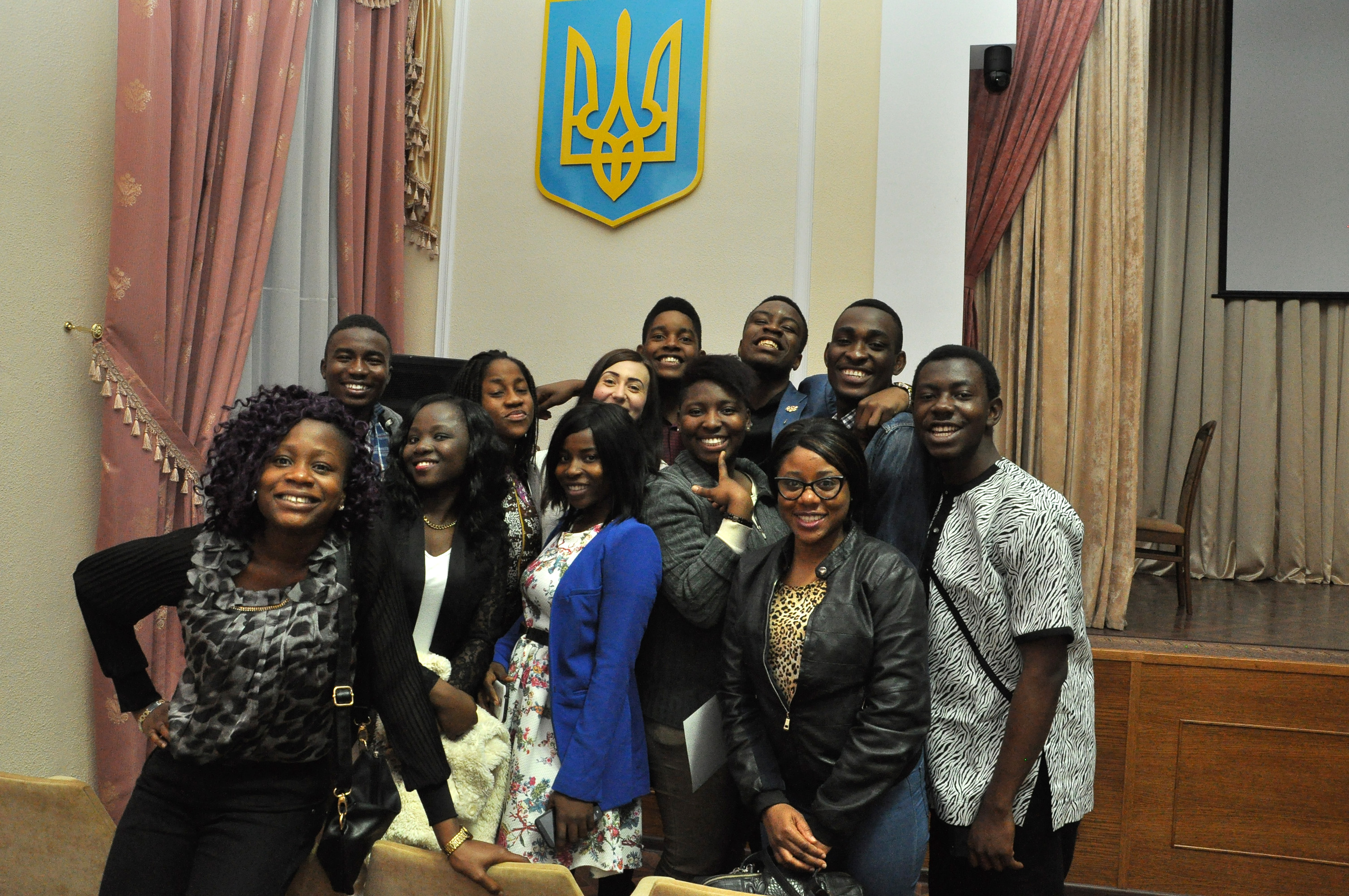
外国留学生预备系
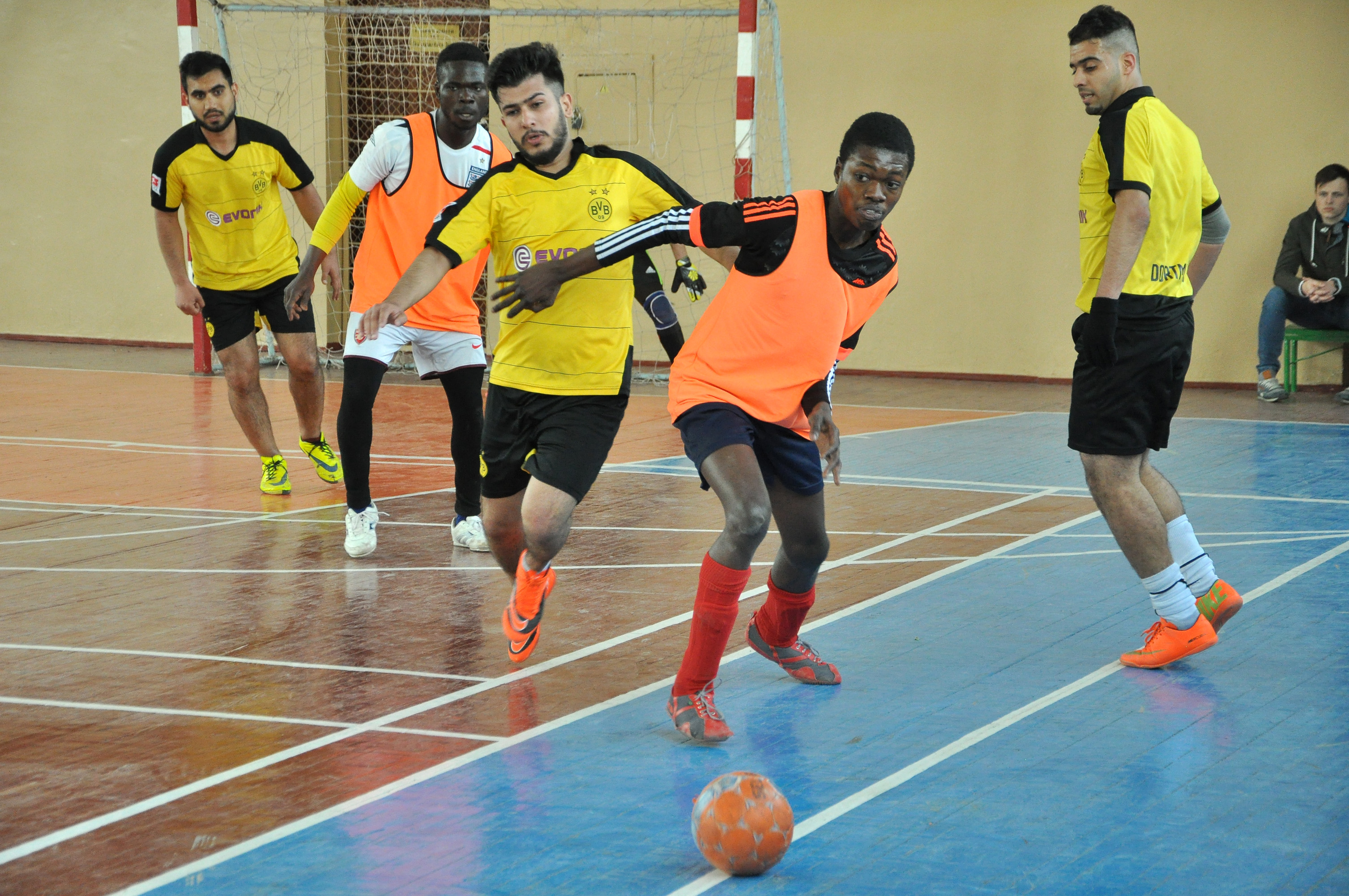
足球